# Cișmele (okręg Gałacz)
Cișmele – wieś w Rumunii, w okręgu Gałacz, w gminie Smârdan. W 2011 roku liczyła 1337 mieszkańców.